# Quand l'esprit vient aux femmes
Pour plus de détails, voir Fiche technique et Distribution.
Quand l'esprit vient aux femmes (titre original : Born Yesterday) est un film américain de 1993 réalisé par Luis Mandoki, adapté d'une pièce à succès de Garson Kanin.
Ce film est un remake du film de 1950, Comment l'esprit vient aux femmes qui porte le même titre original. Alors que le film de 1950 remporta l'Oscar de la meilleure actrice, le film de 1993 fut nommé pour le Razzie Award de la pire actrice.

## Synopsis
Billie Dawn, ancienne danseuse de cabaret, est aujourd'hui fiancée à Harry Brock, un millionnaire aux affaires douteuses. Profitant de la stupidité de sa compagne, il la rend responsable de toutes ses magouilles… et par la même occasion indispensable ! Malheureusement pour lui, la stupidité de Billie et son manque total d'éducation deviennent très embarrassants pour ses affaires en pleine expansion. Il décide alors de faire appel à Paul Verrall, un journaliste cultivé et intelligent, pour essayer de rendre Billie plus présentable. Mais les choses ne vont pas se passer exactement comme prévues, Billie se révèle bien plus assidue et intelligente qu'on aurait pu le penser, et surtout moins docile !

## Fiche technique
- Titre original : Born Yesterday
- Titre belge et français : Quand l'esprit vient aux femmes
- Réalisation : Luis Mandoki
- Scénario : Garson Kanin et Douglas McGrath
- Montage : Lesley Walker
- Musique : George Fenton
- Pays :  États-Unis
- Lange : anglais
- Dates de sortie : 26 mars 1993

## Distribution
- Melanie Griffith (VF : Claudine Grémy) : Emma Dawn, alias « Billie »
- John Goodman (VF : Claude Brosset) : Harry Brock
- Don Johnson (VF : Michel Papineschi) : Paul Verrall, le journaliste
- Edward Herrmann (VF : Jean-Luc Kayser) : Ed Devery
- Max Perlich (VF : Emmanuel Karsen) : JJ
- Michael Ensign (VF : Marcel Guido) : Phillipe
- Fred Dalton Thompson : le sénateur Hedges
- Celeste Yarnall : Mme Hedges
- Nora Dunn (VF : Caroline Beaune) : Cynthia Schreiber, l'animatrice du talk show
- Ted Raimi : l'assistant de Cynthia

 Source et légende : version française (VF) sur RS Doublage et selon le carton du doublage français.